# Скочище (село)
Скочи́ще (укр. Скочище) — село на Украине, основано в 1200 году, находится в Брусиловском районе Житомирской области.
Код КОАТУУ — 1820985003. Население по переписи 2001 года составляет 373 человека. Почтовый индекс — 12643. Телефонный код — 4162. Занимает площадь 0,243 км².

## Адрес местного совета
12643, Житомирская область, Брусиловский р-н, с.Скочище, ул.Мороженка